# Альміранте-Браун (округ)
Округ Альміра́нте-Бра́ун (ісп. Almirante Brown) — адміністративно-територіальна одиниця провінції Буенос-Айрес в центральній Аргентині. Адміністративний центр округу — Адроге.
Населення округу становить 584827 особи (2022). Площа — 129,3 кв. км.

## Історія
Округ заснований 1873 року. Названий на честь адмірала Вільяма Брауна.

## Населення
У 2010 році населення становило 552902 особи. З них чоловіків — 270247, жінок — 282655.

## Політика
Округ належить до 3-ого виборчого сектору провінції Буенос-Айрес.